# 分式環
在抽象代數中，分式環或分式域是包含一個整環的最小域，典型的例子是有理數域之於整數環。此外分式環也可以推廣到一般的交換環，此時通常稱作全分式環。
分式環有時也被稱為商域，但此用語易與商環混淆。

## 構造
分式環是局部化的一個簡單特例。以下設 {\displaystyle R} 為一個整環，而 {\displaystyle S:=R-\{0\}}。
在集合 {\displaystyle R\times S} 上定義下述等價關係 {\displaystyle \sim }：
{\displaystyle (r,s)\sim (r',s')\iff rs'-r's=0}
等價類 {\displaystyle [r,s]} 可以想成「分式」 {\displaystyle r/s}，上述等價關係無非是推廣有理數的通分；藉此類比，在商集 {\displaystyle (R\times S)/\sim } 上定義加法與乘法為：
{\displaystyle [r,s]+[r',s']=[rs'+r's,ss']}
{\displaystyle [r,s][r',s']=[rr',ss']}
可驗證上述運算是明確定義的。此外還有環同態 {\displaystyle R\rightarrow (R\times S)/\sim }，定義為 {\displaystyle r\mapsto [r,1]}；這是一個單射。於是可定義分式環 {\displaystyle T(R):=(R\times S)/\sim }，再配上上述的加法與乘法運算。在實踐上，我們常逕將 {\displaystyle T(R)} 裡的元素寫作分式 {\displaystyle r/s}。

## 泛性質
整環 {\displaystyle R} 的分式環 {\displaystyle K(R)} 及其自然環同態 {\displaystyle R\rightarrow K(R)} 滿足以下的泛性質：
對任何環 {\displaystyle T} 及環同態 {\displaystyle \phi :R\rightarrow T}，若 {\displaystyle R-\{0\}} 中的元素在 {\displaystyle \phi } 下的像皆可逆，則存在唯一的環同態 {\displaystyle \psi :K(R)\rightarrow T}，使得 {\displaystyle \phi } 是 {\displaystyle R\rightarrow K(R)} 與 {\displaystyle \psi } 的合成。
此性質不外是形式地表達了「K(R) 是包含 R 的最小的域」這個陳述。據此泛性質可形式地證明：任何一組資料 {\displaystyle (K,\phi :R\rightarrow T)} 若使得 {\displaystyle K-\{0\}} 中的元素在 {\displaystyle \phi } 下的像皆可逆，且滿足上述泛性質，則 {\displaystyle K} 必與 {\displaystyle T(R)} 同構。

## 例子
- 有理數域 {\displaystyle \mathbb {Q} } 是整數環 {\displaystyle \mathbb {Z} } 的分式環。
- 有理函數域是多項式環的分式環
- 代數數域是代數整數環的分式環。
- 在一個連通複流形上，亞純函數域是全純函數環的分式環。

## 推廣
對於一般的交換環 {\displaystyle R}（容許有零因子），分式環是一種退而求其次的建構：我們想找使 {\displaystyle R\rightarrow S^{-1}R} 為單射的「最大」局部化，詳述如下：
設 {\displaystyle S} 為 {\displaystyle R} 中的非零因子所成子集，它是個積性子集，因此可對之作局部化。令 {\displaystyle T(R):=S^{-1}R}，此時 {\displaystyle T(R)} 常被稱作 {\displaystyle R} 的全分式環。